# Víctor Monje
Víctor Manuel Monje Vargas (Osorno, Chile, 27 de mayo de 1972) es un exfutbolista chileno. Es reconocido uno de los jugadores más importantes de la historia de Provincial Osorno, club donde posee el récord de partidos en Primera División.

## Biografía
Desde los 14 años de edad integró las divisiones inferiores de Provincial Osorno. 
Debutó en el club lechero cuando solo tenía 17 años, en la victoria 2-1 sobre Universidad de Chile en el Estadio Santa Laura por el torneo de Segunda División el 9 de septiembre de 1989. Su primer gol lo anotó en la ciudad de Temuco en la victoria 3-1 sobre Deportes Temuco.
En el Provi obtuvo dos títulos del ascenso chileno en 1990 y 1992.
En 1999 se integró a Unión Española, obteniendo el título de campeón, club que defendió hasta 2002.
Posterior a su retiro ha participado de actividades del club Provincial Osorno, como un partido de históricos de 1990 realizado en el Parque Schott el 30 de septiembre de 2018.

## Clubes
| Club              | País  | Año       |
| ----------------- | ----- | --------- |
| Provincial Osorno | Chile | 1989-1998 |
| Unión Española    | Chile | 1999-2002 |

## Palmarés

### Campeonatos nacionales
| Título    | Club              | País  | Año  |
| --------- | ----------------- | ----- | ---- |
| Primera B | Provincial Osorno | Chile | 1992 |
| Primera B | Unión Española    | Chile | 1999 |